# 迈尔贝格
迈尔贝格是奥地利下奥地利州霍拉布伦县的一个市镇。总面积15.74平方公里，总人口595人，人口密度37.8人/平方公里（2005年）。